# Saint-Julien-d’Asse
Saint-Julien-d’Asse – miejscowość i gmina we Francji, w regionie Prowansja-Alpy-Lazurowe Wybrzeże, w departamencie Alpy Górnej Prowansji.

## Demografia
Według danych na rok 1990 gminę zamieszkiwało 114 osób, a gęstość zaludnienia wynosiła 4 osoby/km². W styczniu 2015 r. Saint-Julien-d’Asse zamieszkiwało 190 osób, przy gęstości zaludnienia wynoszącej 6,7 osób/km².